# Улица Генерала Лагуткина
Улица Генерала Лагуткина — улица в Красносельском районе Санкт-Петербурга на территории посёлка Горелово, в бывшей деревне Торики. Проходит от Аннинского шоссе, является продолжением Железнодорожной улицы. Большую часть идёт параллельно железнодорожной линии вблизи станции Горелово, затем поворачивает на северо-запад.

## История
Улица названа в 2008 году в честь генерал-майора Емельяна Сергеевича Лагуткина (1900—1983) — начальника Местной противовоздушной обороны (МПВО) Ленинграда, одного из организаторов обороны города в годы Великой Отечественной войны.

## Объекты
Почти все объекты по данной улице относятся к расположенной в Ториках 95-й бригады управления Войск связи.
- 3 АЖ — Второй учебный корпус
- 3 Щ — Гаражный бокс (отстойник), склад з/ч
- 3 Я — Отделение связи 198325
- 3 В — Клуб
- 3 АБ — Учебный корпус кафедры автоподготовки
- 3 АВ — Спортзал
- 3 Ч — Гаражный бокс
- 3 Ч — КТП
- 3 Х — АЗС
- 3 С — Склад
- 3 У — Склад ГСМ
- 3 — Пожарное депо, канцелярия
- 3 Ф — ПТОР
- 3 АД — Первый учебный корпус
- 3 АВ — Корпус кафедры спецподготовки
- 3 Л — Госпиталь
- 3 АИ — Общежитие
- 3 М — Казарма № 3
- 3 И — Столовая
- 3 Ю — Учебный корпус
- 3 К — Казарма
- 3 Н — Казарма
- 3 Б — КПП
- 3 Е — Продовольственный склад
- 3 О — Казарма
- 3 Э — Штаб
- 3 Е — Офицерская столовая
- 3 П — Казарма
- 5 Б — Хозблок
- 7 — Трансформаторная подстанция
- 7 Л — Учебный караульный городок
- 7 К — Склад РАВ
- 7 Ж — Склад
- 7 А — Склад
- 7 А — Заброшенная казарма
- 7 З — Склад
- 7 И — Караульное помещение
- 11 корпус 3 Б — Заброшенное здание
- 16 А — Склад «Минимакс»